# Gangapur
Gangapur és un poble situat al districte de Benarés, a l'estat de Uttar Pradesh (Índia). La seua població és de 7561 habitants (2011).
Segons el cens de 2011 la població de Gangapur era de 7561 habitants, dels quals 3968 eren homes i 3593 eren dones. Gangapur té una taxa mitjana d'alfabetització del 75,72%, superior a la mitjana estatal del 67,68%: l'alfabetització masculina és del 83,53%, i la femenina del 67,13%.